# 279 Thule
279 Thule è un asteroide della fascia principale del diametro medio di circa 126,59 km. Scoperto nel 1888, presenta un'orbita caratterizzata da un semiasse maggiore pari a 4,2726405 UA e da un'eccentricità di 0,0116367, inclinata di 2,33792° rispetto all'eclittica.
Thule è caratterizzato da un'orbita definita "inusuale". Esso infatti appare in risonanza orbitale 3:4 con il pianeta Giove, agli estremi esterni della fascia principale. Costituisce di fatto un gruppo dinamico a parte di cui al momento sono noti solo altri due asteroidi: (186024) 2001 QG207 e (185290) 2006 UB219..
Il suo nome è dedicato a Thule, mitica terra incognita dell'estremo Nord.